# Шерр, Барри
Барри Пол Шерр (англ. Barry Paul Scherr; 20 мая 1945, Хартфорд — 12 сентября 2024) — американский филолог-русист, стиховед.
Окончил бакалавриат Гарвардского университета (1967) и магистратуру Чикагского университета (1967), там же защитил в 1973 году докторскую диссертацию. В 1970—1974 годах преподавал в Вашингтонском университете. Затем в Дартмутском колледже, в 1981—1990 и 1996—1997 годах заведовал кафедрой русского языка и литературы, в 1989—1996 годах возглавлял отделение лингвистики и когнитивистики, в 1997—2001 годах — заместитель декана гуманитарного факультета, в 2001—2009 годах — проректор. С 2009 года — председатель совета управляющих Университета Арктики. В 1987—1988 годах — президент Американской ассоциации преподавателей славянских и восточноевропейских языков (AATSEEL).
Соорганизатор ряда крупных международных конференций, в том числе по русскому стиховедению (Калифорнийский университет в Лос-Анджелесе, 1987), «Анна Ахматова и царскосельские поэты» (1989), к 100-летию Сергея Эйзенштейна (1998). По итогам второй из этих конференций под редакцией Шерра и Льва Лосева вышел сборник статей и материалов (англ. A Sense of Place: Tsarskoe Selo and Its Poets; 1993). Многие годы проработав вместе с Лосевым в Дартмуте, Шерр написал предисловие к изданию стихов Лосева в английских переводах Джеральда Смита (2012).
Опубликовал монографию о Максиме Горьком (1988), книгу «Русская поэзия: метр, ритм, рифма» (англ. Russian Poetry: Meter, Rhythm, and Rhyme; 1986), множество статей и рецензий о русской литературе.
К 70-летию Шерра издан фестшрифт (англ. “A Convenient Territory”: Russian Literature at the Edge of Modernity; 2015).
Умер 12 сентября 2024 года.